# Adolphe-Louis-Albert Perraud
Adolphe-Louis-Albert Perraud, francoski rimskokatoliški duhovnik, škof in kardinal, * 7. februar 1828, Lyon, † 10. februar 1906.

## Življenjepis
2. junija 1854 je prejel duhovniško posvečenje.
10. januarja 1874 je bil imenovan za škofa Autuna; 4. maja je bil potrjen, 29. junija je prejel škofovsko posvečenje in 9. julija je bil ustoličen.
16. januarja 1893 je bil imenovan za kardinala in pectore. 29. novembra je bil povzdignjen v kardinala in imenovan za kardinal-duhovnika S. Pietro in Vincoli.